# مسرحية البخيل
مسرحية البخيل هي المسرحية الأولى التي قام بعرضها مارون النقاش عام 1848 في مسرحه المنزلي في بيروت لبنان. وهي ترجمة بتصرف لمسرحية الشاعر الفرنسي موليير الشهيرة L'Avare. تعتبر نظريا من أول المسرحيات في الوطن العربي بعد عصر النهضة.